# Metachrostis discirufa
Metachrostis discirufa är en fjärilsart som beskrevs av Embrik Strand 1917. Metachrostis discirufa ingår i släktet Metachrostis och familjen nattflyn. Inga underarter finns listade i Catalogue of Life.